# بطولة العالم للدراجات على المضمار 1963
بطولة العالم للدراجات على المضمار 1963 هي الدورة ال60 من بطولة العالم للدراجات على المضمار، أجريت في روكوت، بلجيكا.

## النتائج النهائية
| المسابقة                              | ذهبية                              | فضية                      | برونزية                |
| ------------------------------------- | ---------------------------------- | ------------------------- | ---------------------- |
| الرجال                                |                                    |                           |                        |
| السرعة الفردية                        | سانتي جاياردوني (ITA)              | أنطونيو ماسبيس (ITA)      | جوس دي باكر (BEL)      |
| سباق المطاردة الفردية                 | لياندرو فاجين (إيطاليا)            | بيتر بوست (دراج) (هولندا) | هينك نيجدام (هولندا)   |
| سباق مطاردة الدراجة النارية للهواة    | رومان دي لوف (BEL)                 | كارل هاينز ماتيس (GDR)    | Ueli Luginbhül (SUI)   |
| سباق مطاردة الدراجة النارية للمحترفين | Leo Proost (BEL)                   | Paul Depaepe (BEL)        | Robert Varnajo (FRA)   |
| السيدات                               |                                    |                           |                        |
| السرعة الفردية                        | Galina Yermolayeva (cyclist) (URS) | ايرينا كيريتشينكو (URS)   | Valentina Savina (URS) |
| سباق المطاردة الفردية                 | بريل بيرتون (GBR)                  | إيفون رايندرز (BEL)       | Lyubov Kozhetova (URS) |